# Xã Rochester, Quận Olmsted, Minnesota
Xã Rochester (tiếng Anh: Rochester Township) là một xã thuộc quận Olmsted, tiểu bang Minnesota, Hoa Kỳ. Năm 2010, dân số của xã này là 1.629 người.